# Alloporus krausi
Alloporus krausi är en mångfotingart som beskrevs av Lawrence 1965. Alloporus krausi ingår i släktet Alloporus och familjen Spirostreptidae. Inga underarter finns listade i Catalogue of Life.